# Balandî, Velîka Bahacika
Balandî (în ucraineană Баланди) este un sat în comuna Birkî din raionul Velîka Bahacika, regiunea Poltava, Ucraina.

## Demografie
Componența lingvistică a localității Balandî
     Ucraineană (91,67%)
     Rusă (8,33%)
Conform recensământului din 2001, majoritatea populației localității Balandî era vorbitoare de ucraineană (91,67%), existând în minoritate și vorbitori de rusă (8,33%).